# Daddy (Blueface)
Daddy è un singolo del rapper statunitense Blueface, pubblicato il 14 giugno 2019. Il brano vede la collaborazione di Rich the Kid.

## Tracce
1. Daddy – 2:31